# Trigonoderopsis silvensis
Trigonoderopsis silvensis är en stekelart som beskrevs av Girault 1915. Trigonoderopsis silvensis ingår i släktet Trigonoderopsis och familjen puppglanssteklar. Inga underarter finns listade i Catalogue of Life.